# 陈店镇 (新蔡县)
陈店镇，是中华人民共和国河南省驻马店市新蔡县下辖的一个乡镇级行政单位。

## 行政区划
陈店镇下辖以下地区：
陈店村、王寨村、谢老庄村、刘小庄村、闫楼村、任集村、黄园村、王庙村、郭庙村、展庄村、大刘庄村、李寺寨村、三庙村和大陈庄村。